# Semyon Ivanovich Zubakin
Semyon Ivanovich Zubakin (tiếng Nga: Семён Иванович Зубакин; sinh ngày 4 tháng 5 năm 1952) là nguyên thủ Cộng hòa Altai ở Nga từ tháng 1 năm 1998 đến tháng 1 năm 2002, phục vụ một nhiệm kỳ bốn năm. Trong nỗ lực tái tranh cử không thành công vào năm 2001, có nhiều ứng cử viên cùng tranh cử chức vụ này, và Zubakin chỉ nhận được 15% phiếu bầu trong vòng đầu tiên, một trong những kết quả tồi tệ nhất đối với một ứng cử viên đương nhiệm trong lịch sử thế giới, mặc dù ông đã giành được số phiếu nhiều thứ hai và tiến tới vòng bầu cử cuối cùng. Ông bị đánh bại khi đối thủ lớn nhất của ông, Mikhail Lapshin đạt được một số phiếu cách biệt và ông chỉ nhận được 23% phiếu bầu.